# Ocellularia chionostoma
Ocellularia chionostoma är en lavart som först beskrevs av William Nylander och som fick sitt nu gällande namn av Lincoln Ware Riddle 1917. 
Ocellularia chionostoma ingår i släktet Ocellularia och familjen Thelotremataceae. Inga underarter finns listade i Catalogue of Life.